# Joseph Arshad

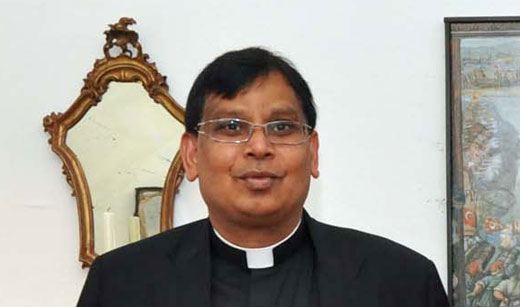
Joseph Arshad

Joseph Arshad (* 25. August 1964 in Lahore, Pakistan) ist ein pakistanischer Geistlicher und römisch-katholischer Bischof von Islamabad-Rawalpindi.

## Leben
Joseph Arshad besuchte das St. Mary’s Minor Seminary in Lahore und studierte Katholische Theologie am Christ the King Seminary in Karatschi. Er empfing am 1. November 1991 das Sakrament der Priesterweihe.
Von 1991 bis 1995 war Arshad Pfarrvikar in der Pfarrei St. Joseph und Seelsorger an der St. Peter’s School in Kamoke-Gujranwala. In dieser Zeit studierte er zudem Journalismus an der University of the Punjab in Lahore. Von 1995 bis 1999 studierte Joseph Arshad Kirchenrecht an der Päpstlichen Universität Urbaniana in Rom und besuchte die Päpstliche Diplomatenakademie. 1999 trat er in den diplomatischen Dienst des Heiligen Stuhls ein und war anschließend in folgenden Ländern tätig: Malta (1999–2002), Sri Lanka (2002–2004), Bangladesch (2004–2007) und Madagaskar (2007–2010). Seit 2010 war Joseph Arshad als Nuntiaturrat an der Apostolischen Nuntiatur in Bosnien und Herzegowina tätig.
Am 3. Juli 2013 ernannte ihn Papst Franziskus zum Bischof von Faisalabad. Die Bischofsweihe spendete ihm der Kardinalpräfekt der Kongregation für die Evangelisierung der Völker, Fernando Filoni, am 1. November desselben Jahres. Mitkonsekratoren waren der Apostolische Nuntius in Pakistan, Erzbischof Edgar Peña Parra, und sein Amtsvorgänger in Faisalabad, der Erzbischof von Karatschi, Joseph Coutts.
Für die Dauer der Sedisvakanz ernannte ihn Papst Franziskus am 12. November 2016 zum Apostolischen Administrator von Islamabad-Rawalpindi. Am 8. Dezember 2017 ernannte ihn der Papst zum Bischof von Islamabad-Rawalpindi und zum Erzbischof ad personam. Die Amtseinführung fand am 10. Februar des folgenden Jahres statt.